# Битка код Данген Хила (1647)
Битка код Данген Хила (енгл. Battle of Dungan's Hill) била је део енглеског грађанског рата. Снаге енглеског Парламента под пуковником Мајклом Џоунсом (енгл. Michael Jones) потукле су Ирце и шкотске ројалисте код Данген Хила (енгл. Dungan Hill) 8. августа 1647.

## Позадина
Поразом краља Чарлса у Првом енглеском грађанском рату (1642-47), енглески Парламент у Вестминстеру усмерио је своју пажњу на побуну католичке Конфедерације у Ирској. Повољни услови понуђени су грофу од Ормонда, краљевском намеснику Ирске, за предају Даблина, последњег енглеског упоришта у Ирској, и у јуну 1647. први одреди Војске новог обрасца стигли су у Ирску под командом пуковника Мајкла Џонса. Ормонд је предао Даблин Џонсу 19. јуна 1647.

## Битка

### Покрети трупа
Почетком августа, пуковник Џонс је кренуо из Даблина на побуњеничку војску у Ленстеру, под командом генерала Престона, која је опседала енглески гарнизон у Триму у округу Мид. Ирци су напустили опсаду и повукли се преко реке Бојне, али су их Енглези сустигли свега 10 миља јужно од града. Престон је заузео јак одбрамбени положај на Дангеновом брду код данашњег села Самерхил.

### Судар
Ирска војска, са око 1.000 коњаника, 7.000 пешака и 4 топа постројила се у житном пољу, користећи јаркове и ограде као заклон: регуларна пешадија (наоружана копљем и пушком) била је у центру, већина коњице на десном крилу, а око 800 шкотских горштака (наоружаних мачевима и понеком пушком) држали су лево крило; иза пешадије, у резерви, стајало је 7 водова коњице (око 200-300 коњаника).
Енглеска војска, 1.500 коњаника и 5.000 пешака са 2 топа, напала је 8. августа 1647. у 8. ујутро: енглеска коњица напала је противничку коњицу одмах, не чекајући пешадију: ирска коњица, збијена на десном крилу, повукла се у нереду и побегла са бојишта. Када је енглеска пешадија кренула напред, шкотски горштаци на ирској страни јурнули су низ брдо, пробили се кроз Енглезе и утекли у мочвару, која је била лево од бојишта. Оставши без оба крила, ирска пешадија одбила је неколико напада, а затим се сломила и покушала да утекне у мочвару. Енглеска коњица гонила је и масакрирала бегунце: ирски губици износили су око 3.000 људи.

## Последице
Ирска побуњеничка војска у Ленстеру доживела је пораз од кога се никада није опоравила. Пуковник Џонс и пуковник Џорџ Монк (заповедник енглеских снага у Алстеру) заузели су више утврђења у северном Ленстеру. Врховни савет ирске католичке конфедерације у Килкенију позвао је у помоћ ирску армију из Алстера под командом Овена О'Нила: након побуне у његовој војсци (изазване нередовним платама), Овен је тек у новембру кренуо на Даблин са 8.000 људи, али недостатак топова онемогућио је освајање енглеских утврђења, а недостатак залиха натерао га је на повлачење. Тако је до краја 1647. већи део Ленстера био у рукама Енглеза.